# Altamira do Maranhão
Altamira do Maranhão là một đô thị thuộc bang Maranhão, Brasil. Đô thị này có diện tích 668,69 km², dân số năm 2007 là 7494 người, mật độ 11,21 người/km².